# 錫斯泰拉本山
73°21′S 0°44′W / 73.350°S 0.733°W
錫斯泰拉本山是南極洲的山峰，位於東部南極洲的毛德皇后地，是基爾萬海崖的東北端，處於錫斯泰費爾山以南3.7公里，該山峰由挪威的製圖師根據測量和空中照片繪入地圖。